# Żelifikacja
Żelifikacja – samorzutne przechodzenie ze stanu rozpuszczalnego - zolu, w stan półstały - żel. Jest jedną z form koagulacji. Polega na łączeniu się cząstek koloidowych w struktury wewnętrzne złożone z trójwymiarowego usieciowienia, stanowiącego rusztowanie albo szkielet, wewnątrz którego zostaje unieruchomiona faza ciągła układu. 